# Gmatkówka szarawa

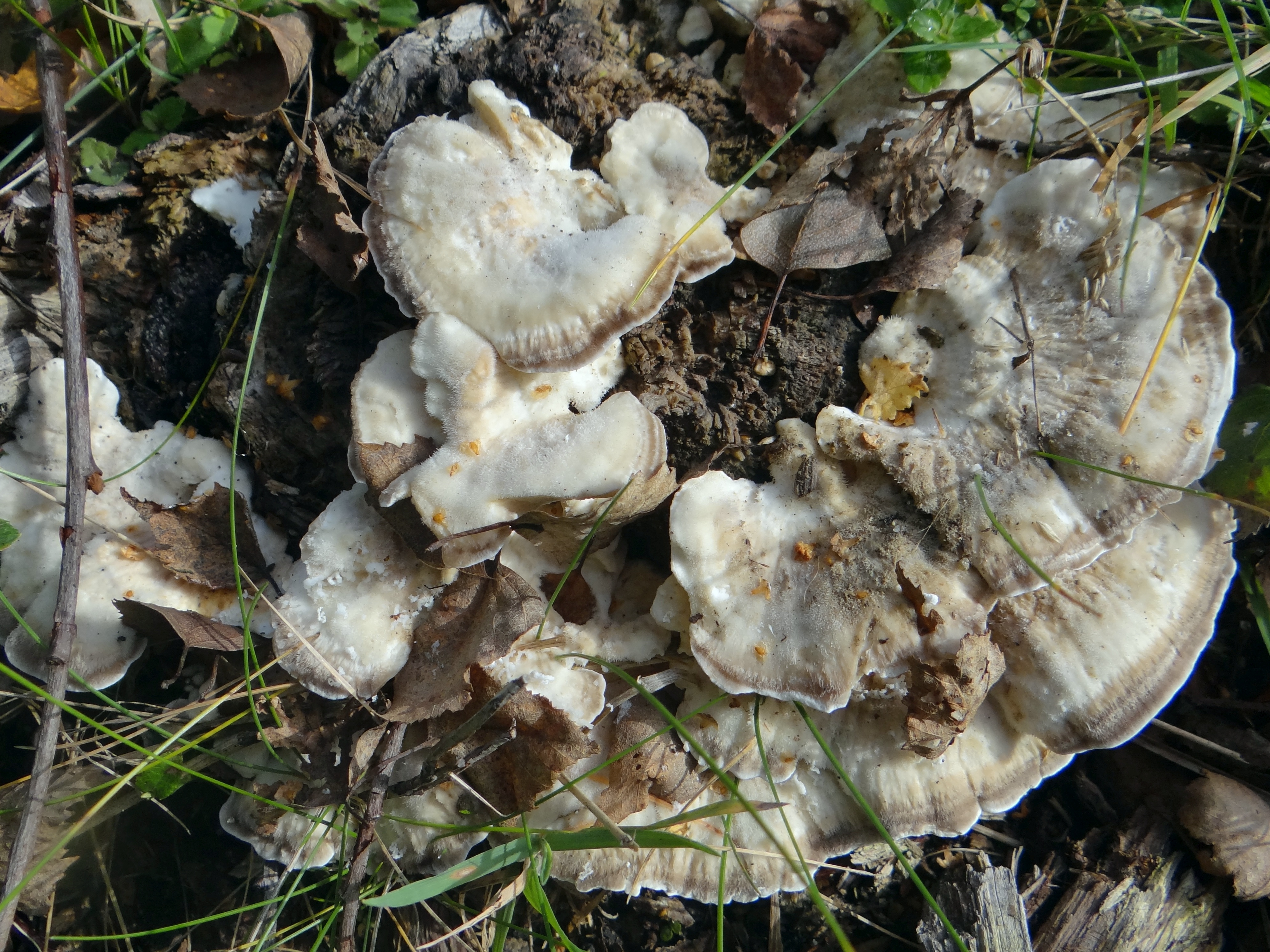

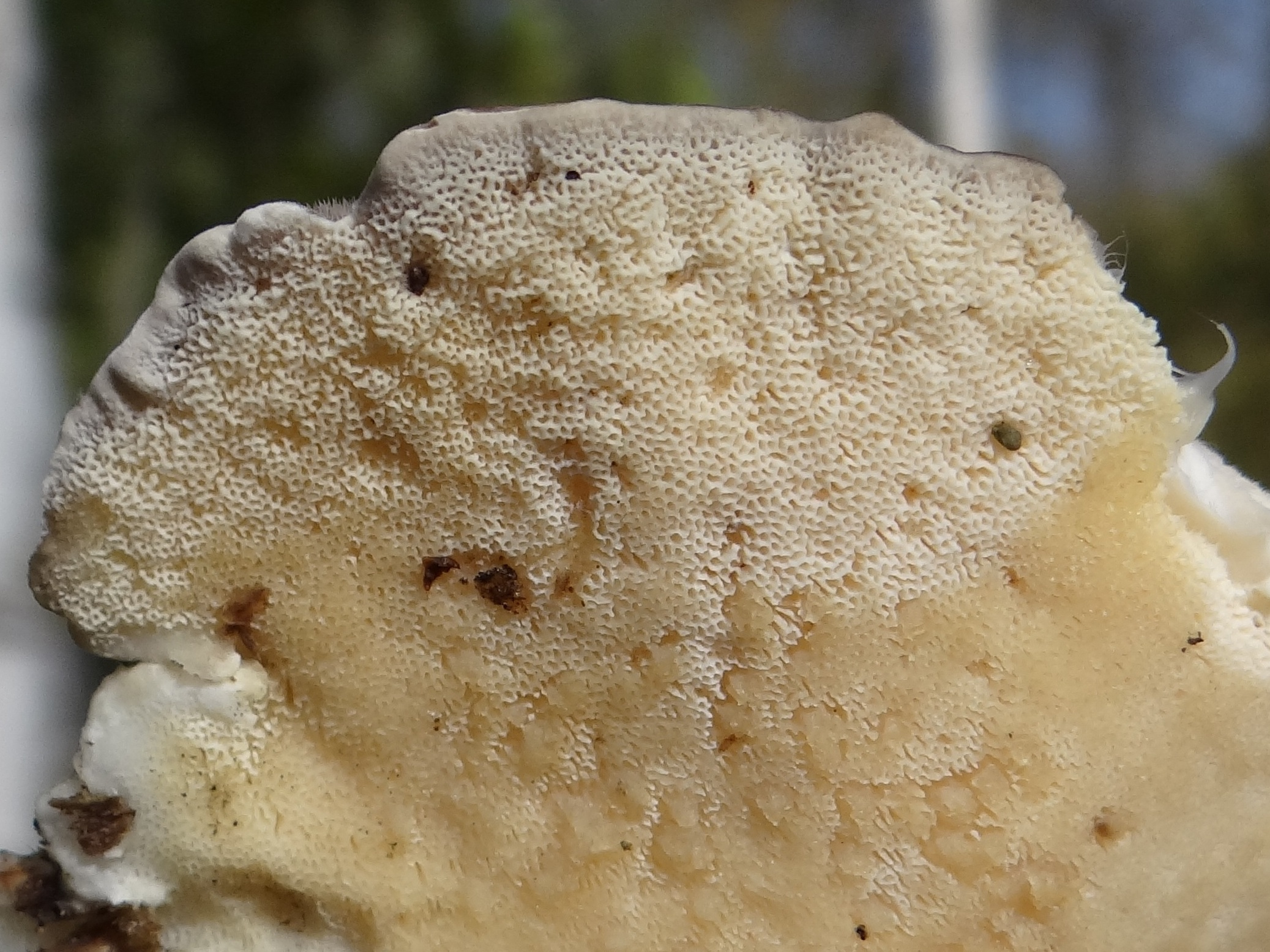
Hymenofor młodego owocnika

Gmatkówka szarawa (Cerrena unicolor (Bull.) Murrill) – gatunek grzybów z rzędu żagwiowców (Polyporales).

## Systematyka i nazewnictwo
Pozycja w klasyfikacji według Index Fungorum: Cerrena, Cerrenaceae, Polyporales, Incertae sedis, Agaricomycetes, Agaricomycotina, Basidiomycota, Fungi.
Po raz pierwszy takson ten zdiagnozował w 1785 r. Jean Baptiste François Pierre Bulliard nadając mu nazwę Boletus unicolor. Obecną, uznaną przez Index Fungorum nazwę nadał mu w 1903 r. William Alphonso Murrill, przenosząc go do rodzaju Cerrena.
Posiada około 60 synonimów.
Nazwę polską zaproponował Władysław Wojewoda w 2003 r. Józef Jundziłł w 1830 r. opisywał go jako siatkowiec jednofarbny, Franciszek Błoński w 1883 r. jako gmatwek jednobarwny, Stanisław Domański w 1967 r. jako cerena jednobarwna.

## Morfologia
Owocnik
Jednoroczna huba. Tworzy liczne, dachówkowato ułożone owocniki o kształcie półkolistym lub wachlarzowatym, pofałdowane, do podłoża przyrastające bokiem. Często owocniki zajmują dużą powierzchnię. Pojedynczy ma szerokość do 5 cm i grubość około 0,5 cm. Górna powierzchnia początkowo aksamitna lub włochata, potem naga, o barwie szarooliwkowej, seledynowozielonej, w środku zielonobrązowej. Miąższ cienki, kremowej barwy, korkowaty.
Hymenofor rurkowato-labiryntowaty, szarobrązowy, w starszych okazach zwężające się i tworzące zęby. Pory drobne, na 1 mm mieszczą się 2 lub 3.
Owocniki gmatkówki szarawej często porośnięte są glonami nadającymi im zielony kolor.
Cechy mikroskopowe
Kontekst biały, cienki, o grubości do 2 mm. Od kutneru oddzielony jest cienką i bardzo wyraźną czarną strefą. System strzępkowy trimityczny. Strzępki generatywne ze sprzążkami, w hymenium i tramie cienkościenne o szerokości 1,5–3 µm, w kutnerze grubościenne i szersze (do 8 µm) z dużymi sprzążkami. Strzępki łącznikowe rzadkie, o szerokości 2,5–5 µm, bez przegród, bardzo rozgałęzione. Strzępki szkieletowe grubościenne, o średnicy 2,5–8 µm, bez przegród. W hymenium występują wrzecionowate, cienkościenne cystydiole o rozmiarach 16–20 × 4–6 μm ze sprzążką w podstawie. Podstawki 4–sterygmowe, o rozmiarach 20–25 × 5–6 μm, ze sprzążką w podstawie. Zarodniki elipsoidalne, hialinowe, gładkie, nieamyloidalne, o rozmiarach 4,5–6,5 × 33,5 μm.

## Występowanie i siedlisko
W Europie i Ameryce Północnej jest szeroko rozprzestrzeniony. W Europie jego zasięg występowania ciągnie się od Hiszpanii po północne wybrzeża Półwyspu Skandynawskiego. Notowany jest także w Afryce (Maroko), Azji (Gruzja, Mongolia, Japonia, Filipiny) i na Hawajach. W Polsce występuje na terenie całego kraju, ale jest niezbyt częsty.
Występuje w lasach liściastych, mieszanych i parkach na martwym drewnie drzew liściastych. W Polsce notowany na drewnie klonów, kasztanowcu, buku, wierzbach.

## Znaczenie
Saprotrof powodujący białą zgniliznę drewna. Wytwarza duże ilości enzymu lakaza utleniającego związki fenolowe i aminy aromatyczne. Enzym ten może być wykorzystany do usuwania wielu zanieczyszczeń. W wielu ośrodkach na świecie prowadzone są badania nad jego zastosowaniem w różnych procesach przemysłowych, m.in. w oczyszczaniu ścieków przemysłowych zawierających związki fenolowe i ich pochodne, jak ligniny, barwniki, czy niektóre herbicydy. Lakaza może też być wykorzystana do bielenia masy celulozowej, modyfikowania włókien lnianych oraz w przemyśle spożywczym i farmaceutycznym.
Z wytwarzanym przez gmatkówkę szarawą enzymem lakaza wiąże się też nadzieje w leczeniu raka szyjki macicy i innych nowotworów. We wstępnych badaniach na Wydziale Biologii i Biotechnologii UMCS uzyskano zadowalające wyniki, potrzeba jednak dalszych badań.